# Polionota beckeri
Polionota beckeri är en tvåvingeart som beskrevs av Erich Martin Hering 1953. Polionota beckeri ingår i släktet Polionota och familjen borrflugor.
Artens utbredningsområde är Guatemala. Inga underarter finns listade i Catalogue of Life.